# Phylloneta sisyphia
Phylloneta sisyphia (Clerck, 1757) è un ragno appartenente alla famiglia Theridiidae.

## Distribuzione
La specie è stata reperita in diverse località della regione Paleartica.

## Tassonomia
Questa specie, insieme alla Phylloneta pictipes (Keyserling, 1884) e alla Phylloneta impressa (L. Koch, 1757), apparteneva al genere Theridion Walckenaer, 1805. Un approfondito studio dell'aracnologo Wunderlich (2008b) le ha assurte al rango di genere a sé con questa nuova denominazione.
Non sono stati esaminati esemplari di questa specie dal 2008.
Attualmente, a dicembre 2013, sono note due sottospecie:
- Phylloneta sisyphia foliifera (Thorell, 1875) - Spagna
- Phylloneta sisyphia torandae (Strand, 1917) - Cina (regione dello Yarkand), Karakorum